# Japanische Eroberung der Gilbertinseln
Die japanische Besetzung der Gilbertinseln war eine Phase in der Geschichte Kiribatis zwischen 1941 und 1945, in der die Streitkräfte des Japanischen Kaiserreichs die Gilbertinseln während des Pazifikkriegs besetzten. Von 1941 bis 1943 besetzten Truppen der Kaiserlich Japanischen Marine die Inseln und von 1942 bis 1945 die Insel Ocean Island, auf der sich das Hauptquartier der britischen Kolonie Gilbert- und Elliceinseln (GEIC) befand.

## Vorbereitungen
Die Gilbertinseln, seit 1892 britisches Protektorat und seit 1916 britische Kolonie, liegen südöstlich des japanischen Mandatsgebietes der Marshallinseln und stellten zusammen mit Nauru und Ocean Island eine Flankenbedrohung der japanischen Stützpunkte auf den Marshallinseln dar. Am 29. November 1941 begann die japanische Operation Gi, als die japanische 4. Flotte aus dem Marinestützpunkt Truk auslief. Das Flaggschiff des Befehlshabers Vizeadmiral Shima Kiyohide war der Minenleger Okinoshima. An der Operation nahmen außerdem noch die Minenleger Tsugaru und Tenyo Maru und der alte Panzerkreuzer Tokiwa, der schon im Russisch-Japanischen Krieg eingesetzt worden war, und der Transporter Nagata Maru teil. Begleitet wurde die Flotte von den Zerstörern Asanagi und Yūnagi der 29. Zerstörerdivision. Für die Luftdeckung sorgte das Chitose-Marineluftgeschwader. Am 2. Dezember 1941 erhielt die Okinoshima die Nachricht: „新高山登レ一二〇八 (Besteigt den Berg Niitaka 1 2 0 8)“, das bedeutete, dass die Feindseligkeiten am 8. Dezember japanischer Zeit, in den USA/Hawaii würde erst der 7. Dezember sein, beginnen würden. Die Okinoshima traf in Jaluit ein, nahm eine Einheit der Speziallandungskräfte an Bord, verließ am 6. Dezember Jaluit und traf sich am 8. Dezember mit der Asanagi und der Yūnagi.

## Nördliche Gilbertinseln

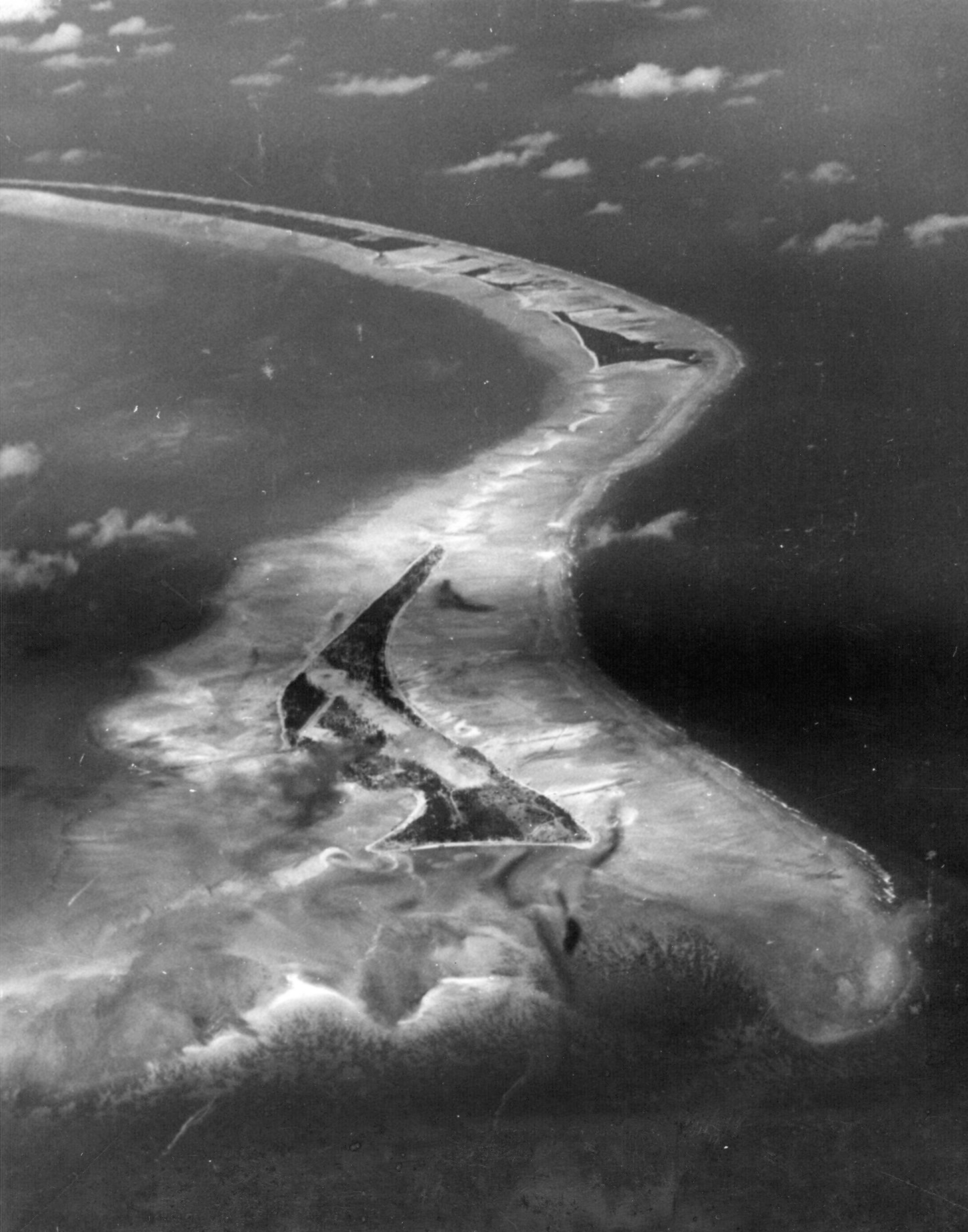
Betio, Luftaufnahme im September 1943

Die japanische Eroberung der nördlichen Gilbertinseln kann in drei Phasen geteilt werden:
- vom 10. Dezember 1941 bis zum 16. August 1942 besetzten 71 bewaffnete Soldaten der Kaiserlich Japanischen Marine den Wasserflugzeugstützpunkt auf Butaritari (damals Makin genannt) bis zum Angriff von US Marines am 17.–18. August 1942 (Raid auf Makin).[3]

- vom 20. August 1942 bis zum März 1943, mit einer Ausdehnung des besetzten Gebietes nach Süden einschließlich Tarawa und Abemama außerdem Nauru. Alle wurden befestigte Plätze mit Flugplätzen (siehe 'Japanische Befestigungen auf Tarawa').

- die letzte Phase, vor dem Ende der Besetzung, vom März bis zum Ende der Schlacht um die Gilbertinseln und der Schlacht um Makin am 23. November 1943.

Am 10. Dezember landeten japanische Truppen auf Makin und auf Tarawa und am 24. Dezember wurden Abaiang und Marakei in den nördlichen Gilbertinseln eingenommen. Auf Makin wurden die australischen 'Coastwatcher', eine australische Organisation zum Beobachten und Melden gegnerischer Aktivitäten, sofort von japanischen Truppen aufgegriffen, weil sie die Bedeutung dieser unauffälligen 'Spione' erkannten. Außerdem errichteten japanische Kräfte innerhalb von zwei Tagen mit Hilfe des von der Nagata Maru mitgebrachten Materials eine Seeflugzeugstation in der Lagune von Makin.
Am 31. August 1942 eroberten japanische Truppen auch Abemama. Im September wurden auch einige abgelegene zentrale und südliche Inseln besucht oder besetzt (Tamana war die südlichste). Der Grund dafür war die Zerstörung des Coastwatcher Netzwerks, dessen Hauptquartier auf der Insel Beru war. Am 15. September besetzten japanische Kräfte Tarawa und begannen das Atoll zu befestigen, besonders die kleine Insel Betio, wo sie einen Flugplatz bauten, den die Amerikaner später Hawkins Field nannten.
Als Antwort darauf besetzten am 2. Oktober 1942 US-Truppen Ellice Islands und begannen auf den Inseln Funafuti, Nukufetau und dem Nanumea-Atoll Flugplätze für Operationen gegen die japanische Besetzung der Gilbert- und Marshallinseln zu bauen. Angriffe von dort dienten der Vorbereitung der Schlacht um die Gilbertinseln.

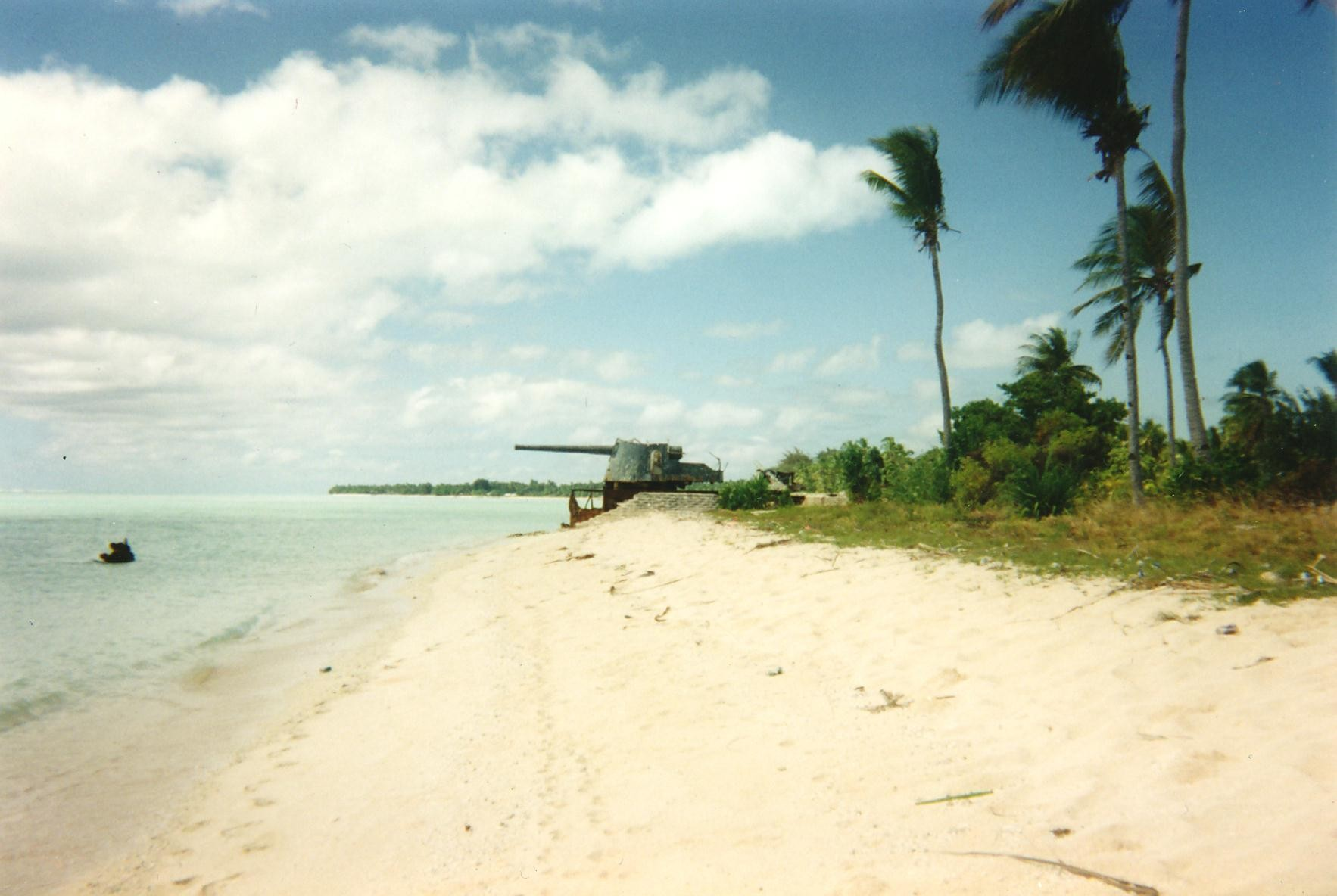
Japanisches Küstengeschütz auf Betio

## Ocean Island und Nauru
siehe Operation RY.

## Belege
1. ↑  Annexation of the Gilbert and Ellice Islands, Government Printer.
2. ↑  Operation Gi (i). (englisch).
3. ↑  Rohwer & Hümmelchen, Chronik, S. 160
4. ↑  Rohwer & Hümmelchen, Chronik, S. 105.
5. ↑   Gillespie, The Pacific.
6. ↑  Hall, Coastwatchers.
7. ↑  Olson et al, The Gilberts and Marshalls
8. ↑  Jersey, Battle for Betio, Japanese Perspective.